# Fuad Poladov
Fuad Agarahim oghlu Poladov (en azerí: Fuad Ağarəhim oğlu Poladov) fue un actor de teatro y cine azerbayano, reconocido como Artista del pueblo de la RSS de Azerbaiyán (1987).

## Biografía
Fuad Poladov nació el 24 de mayo de 1948.

## Carrera
Su primer papel fue en 1966 en la película "La investigación continúa". En los años 1967-1972 fue estudiante de la facultad de actuación de drama y cine. 
Desde 1987 recibió el título de Artista del pueblo de la RSS de Azerbaiyán. Desde 1989 trabajó en el Teatro Estatal Académico Ruso de Drama de Azerbaiyán. 
En total, participó en 43 películas y  desempeño diferentes papeles en los teatros. 
Desde octubre de 2016, dejó de trabajar en el Teatro Académico Estatal de Drama de Azerbaiyán.

## Fallecimiento
Poladov murió el 5 de mayo de 2018 en Bakú.